# Severozápadní teritoria
Severozápadní teritoria (anglicky Northwest Territories, zkráceně NWT; francouzsky les Territoires du Nord-Ouest), je spolkové teritorium na severu Kanady.
Teritorium v moderním slova smyslu vzniklo v létě 1870 a původně zahrnovalo drtivou většinu území dnešní Kanady. Na současnou rozlohu bylo zredukováno 1. dubna 1999, kdy od něho byla oddělena jeho severovýchodní část jako nové spolkové teritorium Nunavut, jež do té doby představovalo tři pětiny jeho rozlohy. Jeho hlavním městem (už sedmým v pořadí) je od roku 1967 Yellowknife.
Severozápadní teritoria v současnosti zabírají rozlohu 1 346 106 km² a přibližně 41 tisíc obyvatel. Při sčítání obyvatelstva v roce 2006 se 20 635 osob hlásilo k původním obyvatelům – Eskymákům (Inuitům), lidu Métis nebo Prvním národům. Většina obyvatel žije v hlavním městě a při ústí řeky Mackenzie do Beaufortova moře. Západ a jih teritoria je pokryt lesy, sever a východ je nad hranicí lesa. Hospodářství je postaveno hlavně na těžbě surovin.

## Dějiny

### Rané dějiny
Rané dějiny Severozápadního teritoria jsou známé díky ústní tradici původních obyvatel a díky archeologickým nálezům. Počet archeologických nalezišť stále přibývá. V roce 2006 bylo známo více než 6 tisíc archeologických nalezišť, nicméně stále se jedná o zlomek předpokládaných nalezišť.
Od roku 2002 se stejně jako v sousedním Yukonu, jeden ze zdrojů ukázal velice bohatý. Stáda jelenů karibu v létě hledají útočiště před horkem a komáry na ledových polích. Přitom zanechávají stopy, především ve formě hnoje, nicméně je na ledová pole následují lovci a zanechávají zde po sobě nespočet stop ve formě artefaktů. Kvůli globálnímu oteplování ledová pole roztávají stále častěji. V roce 2002 byl do života uveden ve spolupráci s Tulita Firts Nation a s pomocí vrtulníků projekt, který měl stopy po původních obyvatelích systematicky hledat. Přitom se našly 7 tisíc let staré předměty z organického materiálu, které jsou jižněji známé až z mnohem mladších nalezišť.
Nejstarší tradice v regionu je Arctic Small Tool tradition, a jak již název napovídá, jedná se o drobné nástroje z let 2500 před naším letopočtem a 800 před naším letopočtem, a nachází se od Aljašky po Grónsko. Jejich nositeli na severu Kanadu byly skupiny Indepedence-I a Pre-Dorset. Vychází se z toho, že etnické skupiny přišly kolem roku 2500 před naším letopočtem z Asie, a osídlily poprvé sever Severozápadního teritoria. Po nich následovala kultura Dorset 1000 let před naším letopočtem. Kolem roku 1000 se skupiny díky oteplení rozšířily směrem na jih a východ. V takzvané 2. expanzi se dostaly až ke břehům Hudsonova zálivu. Po roce 1300 se klima zřetelně ochladilo, což ztížilo přežití původních obyvatel. V malé době ledové v letech 1550 až 1850, s přechodným oteplením kolem roku 1800, se nejzazší sever Kanady vylidnil.

### Obchod s kožešinami a misionářství

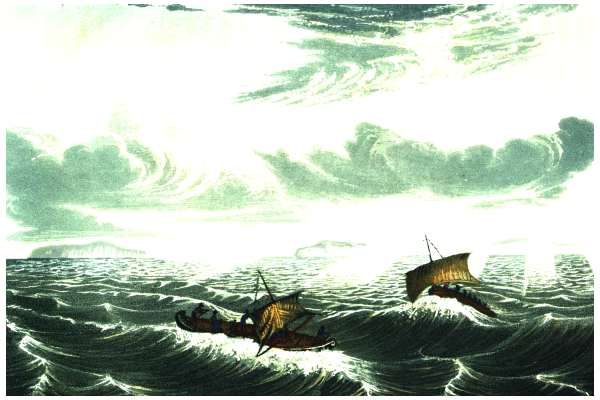
Členové Coppermine expedition čelí bouři v Korunovačním zálivu, srpen 1821

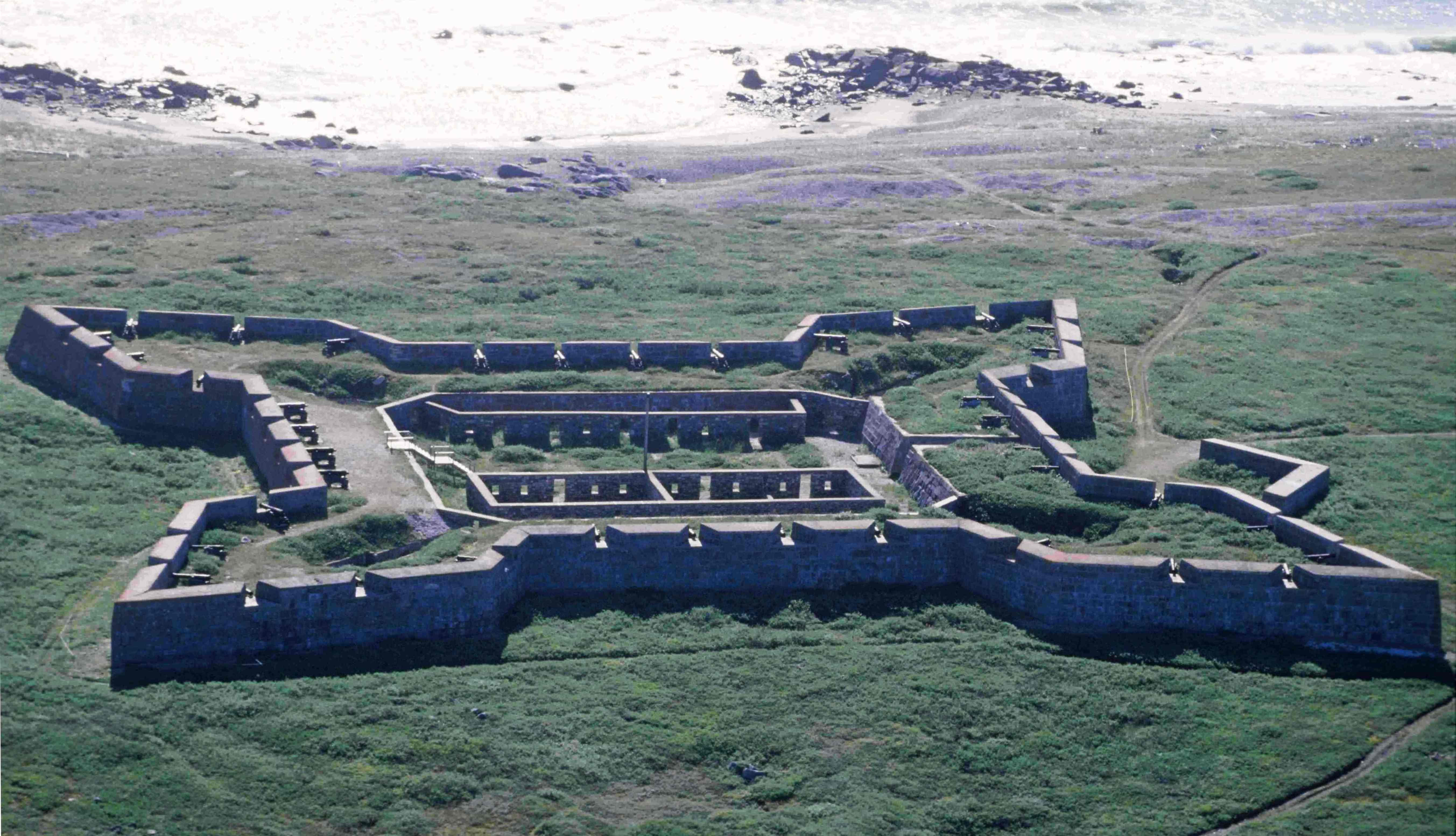
Fort Prince of Wales, pohled od severozápadu

V Severozápadních teritoriích a v Yukonu má obchod s kožešinami dva kořeny. Bobři, ondatry, norci, soboli a rysi byli loveni obyvateli nížiny řeky Mackenzie, později i obyvateli říční delty. S lovem související obchod se v 17. století rozšiřoval směrem k severu a pobřeží Arktidy dosáhl v 19. století. Druhým kořenem je lov na polární lišku. První lov provozovali Indiáni, druhý Inuité.
Samuel Hearne procestoval v letech 1770 až 1772 polární oblasti, východiskem bylo Fort Prince of Wales (Churchill) na břehu Hudsonova zálivu. Dosáhl řeky Copermine a jako první popsal Velké Otročí jezero. Popsal indiány Lake Wholdaia Chipewyan jako úspěšné lovce jelenů karibu, kteří se dobře starají o starší příslušníky kmene, a považoval je za velice šťastné lidi. Jejich ochota, s jakou mnozí z nich přinášeli kožešiny k Hudsonovu zálivu, a tím se v jeho očích učinili otroky, vysvětluje jejich vůdce a ochránce Matonabbemit s hrdostí na své činy, které mu dovolili velkoryse jej obdarovat a tím získat respekt. Už Matonabbenův otec byl úředníkem u Richarda Nortona ve Fort Prince of Wales v roce 1735, a po smrti jeho otce adoptovali on a jeho žena z kmene Krí (Cree) jeho syna.
V roce 1786 vznikla s Fort Resolution (v blízkosti ústí Otročí řeky do Velkého Otročího jezera) první obchodní stanice v oblasti pozdějších Severozápadních teritorií. Když hledal Alexander Mackenzie přístup k Tichému oceánu, vznikla u Lac La Martre první obchodní stanice, která umožnila athabaským Indiánům přímý obchod s evropskými společnostmi, které obchodovaly s kožešinami. Do té doby zprostředkovali obchod s kožešinami kmeny Krí (Cree) a Odžibvejů (Chippeway). K tomu přišlo 1700 příslušníků lidu Métis z Saskatchewanu, kteří překročili Métis Portage, a jejichž potomci se dnes nazývají Northern Métis.
V této rané fázi dějin teritoria sehrála důležitou roli mladá žena. Thanadelthur byla v roce 1713 oloupena příslušníky kmene Krí (Cree) u Velkého Otročího jezera. Loupeživé bandy Indiánů byly od roku 1670 zásobovány zbraněmi a ostatní Indiány prodávaly do otroctví. Zbraně pocházely z obchodní stanice Společnosti Hudsonova zálivu (HBC), York Factory. Thanadelthur se podařil v roce 1714 útěk do pevnosti, velitel pevnosti James Knight poznal cenu jejích informací o lovcích kožešin na Severozápadě. Na jeho prosbu vedla Williama Stewarta a 150 Indiánů kmene Krí (Cree) k východnímu rameni Velkého Otročího jezera a zprostředkovala mír mezi svým lidem, kmenem Čipevajanů (Chypewyan), a kmenem Krí(Cree). Hudsonova společnost otevřela novou obchodní stanici ve Churchilu, Fort Prince of Wales. Roku 1717 Thanadelthur zemřela ve věku 17 let. Mír umožnil Kríům nerušený obchod mezi Hudsonovou společností a na severozápadě žijícími kmeny.
Po porážce Francouzů od Britů v roce 1760 se zostřil boj mezi obchodními společnostmi. Přitom pronikla North West Company směrem k severovýchodu – Simon McTravish zde měl propojených devět malých obchodních míst. V roce 1786 obě soupeřící společnosti s North West Company pod vedením Cuthberta Granta a Laurenta Lerouxe od Gregory, Macleod and Company oddělené pevnosti. V roce 1787 sloučené společnosti vybudovaly Old Fort Providence při Yellowknife Bay. Na principu konkurujících společností se nic nezměnilo, od té doby vystupovala Společnost Hudsonova zálivu jako konkurence sloučená North West Company. Tento stav skončil teprve roku 1821 po takzvané bitvě u Sedmi dubů, po které se společnosti nuceně sloučily v jednu společnost, která vystupovala pod jménem Společnosti Hudsonova zálivu a která měla monopol až do roku 1870.
Nejprve vzniklo v roce 1796 obchodní místo u Trout River, nicméně muselo být opuštěno, protože Inuité zavraždili jejího zakladatele Duncana Livingstona. V roce 1801 se rozdělila Norht West Company a vznikla XY Company. Přitom vznikl také mimo krátkodobých obchodních míst trvale Fort of the Forks (1802 až 1811, později Fort Simpson), Fort Good Hope, Fort Norman a Fort Liard. Přesto byla obchodní místa, vždy zásobená kožešinami, také na přání dodávajících Indiánů. Fort Simpson sloužil jako hlavní obchodní místo pro celou oblast řeky Mackenzie. V roce 1827 bylo dodáno Společnosti Hudsonova zálivu 4800 kožešin bobrů, 6900 kožešin norků a 33 700 kožešin ondater.
Ke zvětšení výnosů z kožešin vedlo i to, že skončila půlstoletí trvající válka mezi kmeny Psí žebro (Dogrib) a Žlutý nůž (Yellowknife). V roce 1823 byla podepsána mírová smlouvá mezi oběma kmeny. V říjnu 1823 se Dogribové pomstili za porážku, když zavraždili 34 členů kmene Yellowknife, což představovalo tehdy pětinu kmene. Mírová smlouva byla podepsána u Mesa Lake.
Fort Liard a Fort Halkett byly postaveny na horním toku řeky Liard. Tím se měli obejít cestou ve vnitrozemí dominující ruští zprostředkovatelé na Aljašce u Indiánů Kaska při obchodování na pacifickém pobřeží. Odlehlá místa byla i přes vlastní pěstování brambor a další zeleniny závislá na Indiánech, především při zásobování masem. Tři expedice pod vedením kapitána Johna Franklina zkoumala místa mezi pobřežím Arktidy a velkým Otročím jezerem. (1825-27, 1836-39, 1845).
V roce 1850 odpovídalo rozšíření vcelku obchodních míst dnešnímu. Indiáni žili dále nomádským způsobem, na jaře a na podzim se zdržovali poblíž obchodních stanovišť. Obchodníci dávali Indiánům stále častěji půjčky, čím větší byl úlovek v předchozích letech, tím větší mohla být půjčka. Pro Indiány toto bylo oceněním jejich loveckých schopností, dostávat větší půjčky a tím měli i větší dluhy. Kožešina z bobra (madebeaver) byla jediným platidlem v regionu. Výměnný kurz byl: 3 kožešiny z norka, 10 až 15 z ondatry, kožešina z dospělého rysa odpovídaly jedné kožešině z bobra. Nůž stál dvě kožešiny z bobra. Indiáni dostávali za své kožešiny zbraně, střelivo a střelný prach, pasti, mouku, tabák, čaj, dobytek a rum. Obchod s kožešinami změnil na dalekém severu obchodní a mocenské poměry.

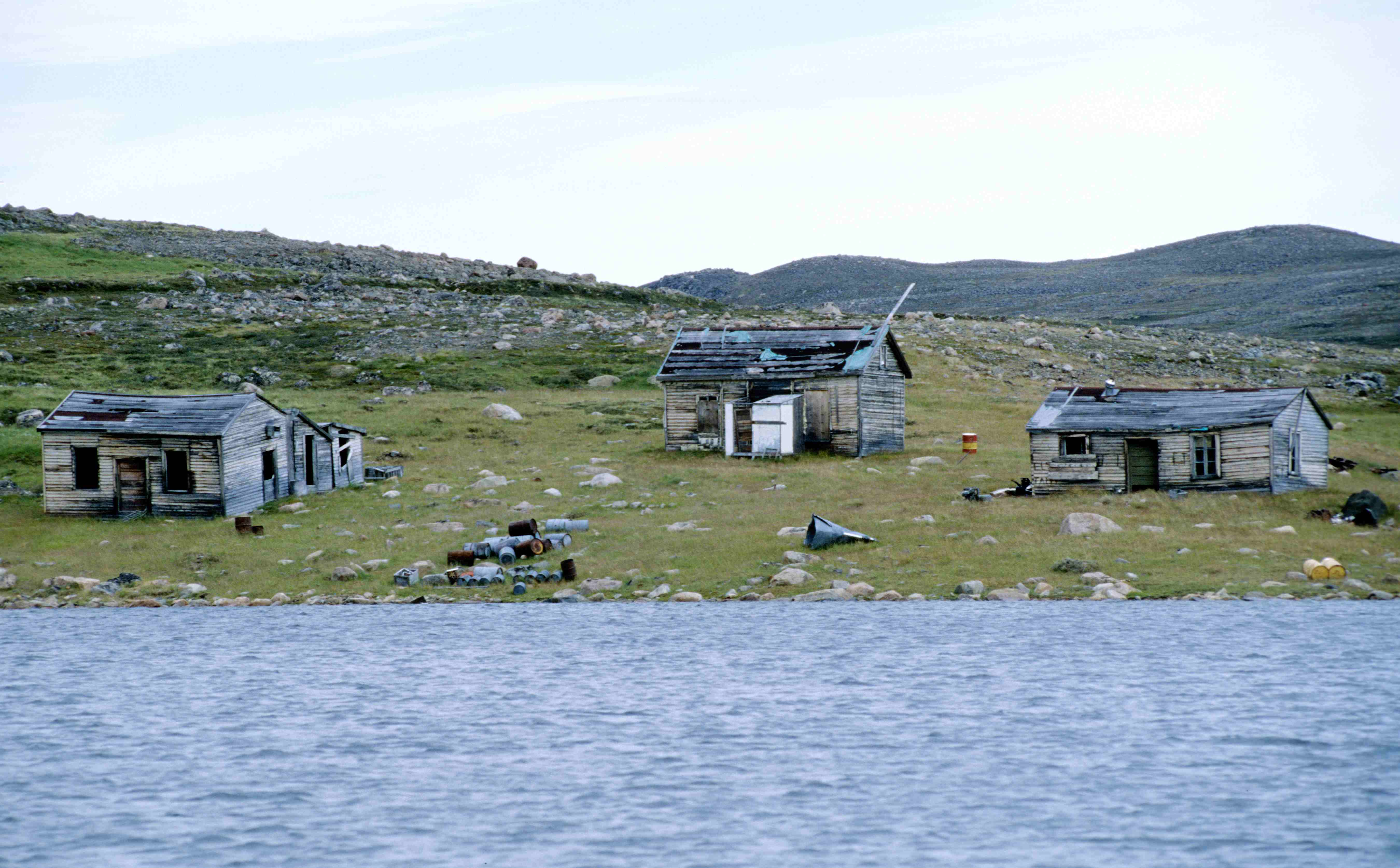
Menší, dávno opuštěné obchodní místo při Ford Lake, severozápadně od Hudsonova zálivu, stav v roce 2006

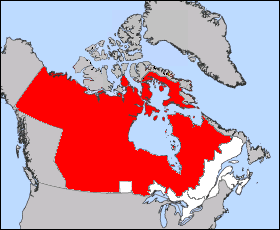
Severozápadní teritoria v roce 1870.

V roce 1847 přišel misionář řádu oblátů Alexandre-Antonin Taché do Fort Chypewyan. Vznikla zde severozápadní diecéze, u které se tento 27letý misionář stal biskupem. Z biskupství Mackenzie byli na sever vysíláni další misionáři na sever. V roce 1852 vznikla misijní stanice při Velkém Otročím jezeře. Od roku 1850 byli Indiáni obraceni na katolickou víru a Společnost Hudsonova zálivu ve hladových letech se zásobováním potravinami vypadla, vzrůstala závislost na obchodních stanicích. Evropané zavlekli epidemie, především neštovice a spalničky, které mnoho Indiánů zaplatilo životem. Díky očkování byl průběh nemocí méně častěji smrtelný. Kulturní změny měly vliv, že vzrůstala závislost na zboží od Britů. Dříve např. Indiáni pekli maso zahrabané pod horkými kameny a také tímto způsobem vařili, nyní začali používat železné pánve k pečení. Tradiční techniky byly na ústupu.
Obláti měli zpočátku anglikánské konkurenty, nicméně početné jazyky a nomádství Indiánů jim stálo v cestě. Obláti se jim na pokyn Tachého přizpůsobili. Společnost Hudsonova zálivu nebyla v žádném případě připravena, přepravovat větší množství misionářů, živit a chránit je; jen málo misionářů bylo připraveno přizpůsobit se nomádskému způsobu života Indiánů. Páter Pierre-Henri Glollier se vypravil roku 1858 na sever do Fort Simpson. Ve stejném roce přišel do Fort Simpson i anglikánský misionář James Hunter. Grollier mluvil jazykem Čipevajanů a Otročích Indiánů. Oblát Ěmile Petitot se učil nejen jazyky, ale měl i povědomí o kultuře Indiánů. S příchodem jeptišek v roce 1867 se těžiště práce přeneslo do škol. Obláti nekladli důraz na usedlý způsob života, či získaní Indiánů pro zemědělství, ani to nebylo na severu možné.
Když v roce 1870 Společnost Hudsonova zálivu prodala své obchodní teritorium Kanadě, skládala se Severozápadní teritoria z devíti pevností: Good Hope, Liard, MCPherson, Norman, Providence, Resolution, Simpson, Hay River a Old Fort Rae (do roku 1875).
Ceny kožešin stále rostly, mezitím se staly kožešiny polární lišky nejdražšími. Kožešiny byly dopravovány čluny, později parníky, proti proudu řeky Mackenzie, z Edmontonu od roku 1890 železnicí. Společnost Hudsonova zálivu byla jen jednou z mnoha konkurujících společností, mezi nejvýznamnější patřila Hislop and Nagle.
V roce 1894 překročili první lovci kožešin 60. rovnoběžku, zlatou horečkou na Klondiku vzaly události rychlý spád. Populace kožešinových zvířat zřetelně klesala, v letech 1906, případně 1917, byl přijat Northwest Game Act. Přijaly se doby zákazu lovu zvířat, mimo Indiánů musel mít každý licenci, což vedlo ke drastickému zvýšení cen. Nicméně stoupl počet pokladačů pastí ze 140 v roce 1920 na 500 o šest let později. Ve stejné době zkolabovaly populace některých druhů zvířat, např. norka. Počet získaných kožešin norka klesl z 21 205 v roce 1923/24 na 3630 v roce 1927/28. Ve dvacátých letech 20. století byly největší konkurencí Společnosti Hudsonova zálivu Lamson and Hubbard a Northern Trades Limited. Velká hospodářská krize vedla ke kolapsu cen kožešin, přežila jen Společnost Hudsonova zálivu. Od té doby smí jen Indiáni a běloši, kteří vlastní licenci, pokládat pasti. Tím skončila v teritorii éra pokládání pastí.

### Teritorium

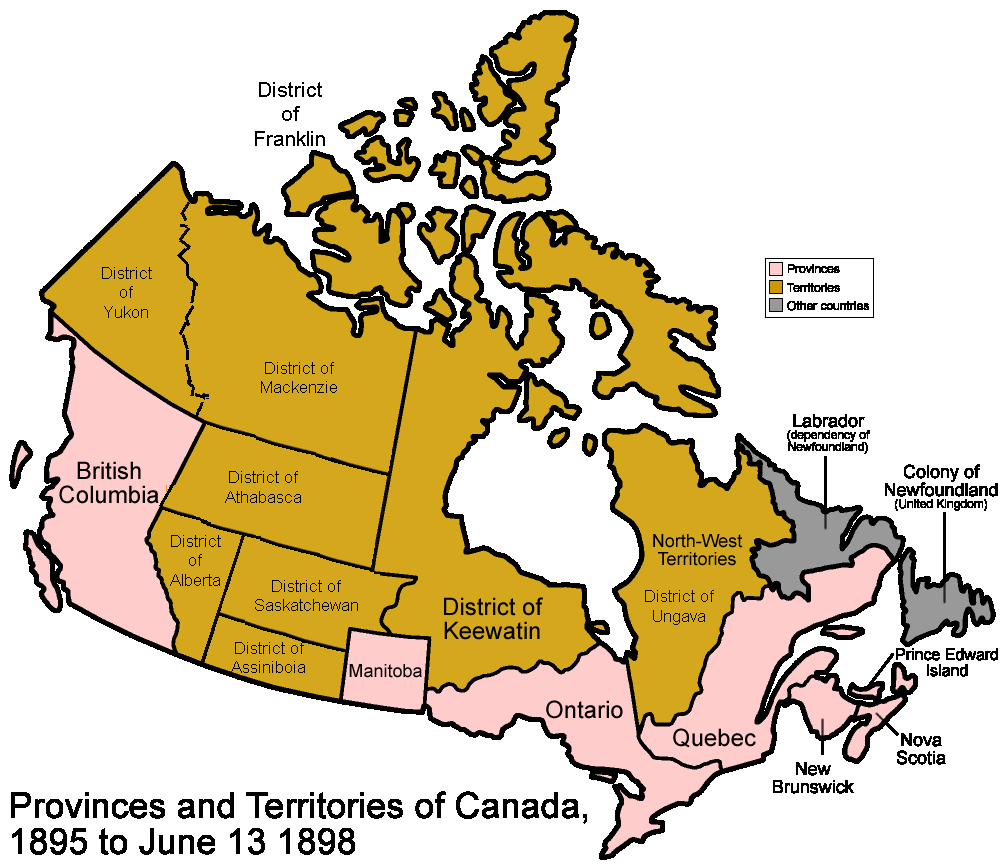
Severozápadní teritoria v roce 1895

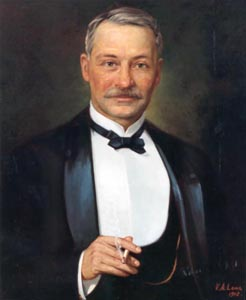
Sir Frederic Hautlain, první a jediný premiér Severozápadních teritorií (1897 až 1905)

Severozápadní teritoria vznikla v létě 1870, kdy kanadská vláda sloučila Zemi prince Ruprechta, dříve náležící Společnosti Hudsonova zálivu, a Severozápadní teritorium, dříve ovládané Severozápadní společností (obě území jí Společnost Hudsonova zálivu přenechala za 300 000 liber). V době svého vzniku Severozápadní teritoria spravovala drtivou většinu území dnešní Kanady. Jejich prvním hlavním městem se stalo Fort Garry.
Dne 15. července 1870 vznikla Manitoba tzn. Manitoba Act, která tehdy měla jen malé území okolo města Winnipeg (1881 bylo území zvětšeno na větší čtverec, který dnes tvoří jižní Manitobu). Zbytek Severozápadních teritorií byl tehdy řízen z Winnipegu.
Britská Kolumbie vstoupila do Kanadské konfederace dne 21. července 1871, dostala již v roce 1866 přislíbené části Severozápadních teritorií, které ležely jižně od 60 rovnoběžky severní šířky a západně do 120 poledníku západní délky, což tvořilo značnou část teritoria Stikine. 12. dubna 1876 se v centru teritoria oddělil distrikt Keewatin, který až do roku 1905 měl vlastní správu. V roce 1880 předala Británie Kanadě britská arktická teritoria. V letech 1882 až 1896 byla rozdělena zbývající území na tyto distrikty:
- Alberta (jižní Alberta, 1882)
- Assiniboia (Jižní Saskatchewan, 1882)
- Athabasca (severní Alberta a Saskatchewan, 1882)
- Franklin (kanadské arktické souostroví s poloostrovy Boothia a Melville, 1895)
- Mackenzie (pevnina Severozápadního teritoria a Nunavut, 1895)
- Saskatchewan (centrální Saskatchewan, 1882)
- Ungava (severní Québec, Labrador a ostrovy v Hudsonově zálivu)
- Yukon (dnešní Teritorium Yukon)

V roce 1889 bylo Ontario zvětšeno směrem k západu, 1898 přesunul Québec své hranice směrem k severu. V roce 1898 bylo založeno Teritorium Yukon, pro lepší zvládnutí zlaté horečky v Klondike.
V roce 1899 uzavřela vláda s Indiány takzvané Numbered Treaties, ve kterých se vzdali území a zachovali si právo na své tradice. Smlouva Nr.8 platila na jihozápadně dnešního teritoria, v roce 1921 smlouvou Nr.11 byla práva rozšířena na zbytek území dnešního teritoria.

Dne 1. září 1905 byly založeny nové provincie Alberta a Saskatchewan. První a jediný premiér Severovýchodních teritorií byl Sir Frederick Haultain. Žil od roku 1884 v Fort McLeod, které zastupoval v Northwest Territories Council a také v Legislative Assembly of the Northwest Territories (od roku 1887), a též pracoval jako státní zástupce. Dne 7. října 1897 byl navržen prezidentem Executive Council nebo také premiérem, což byl úřad, který držel až do roku 1905. Byl zastáncem provincie jménem Buffalo, která měla tvořit dnešní Albertu a Saskatchewan. Nemohl se ale stát premiérem ani jedné ze dvou provincií, vůdcové vládnoucí Liberální strany jej odmítli.
Roku 1912 rozšířila Manitoba, Ontario a Québec své teritorium k dnešním platným hranicím. Tak zůstaly jen distrikty Mackenzie, Franklin (v roce 1920 získal zbytek Ungavy) a Keewatin. 1925 byly hranice Severozápadních teritorií rozšířeny až k severnímu pólu. V letech 1925 až 1999 byla rozloha Severozápadních teritorií 3 439 296 km2 – byly tehdy velké jako např. Indie. Severozápadní teritoria neměla od roku 1907 až 1947 žádné zástupce v kanadské Dolní sněmovně, poté jen distrikt Mackenzie. Inuité obdrželi volební právo teprve v roce 1953 a byli při znovuvytvoření jednoho volebního okrsku v roce 1962 zastoupeni v kanadském spolkovém parlamentu. Po odtržení Nunavutu od Severozápadních teritorií proběhla soutěž, o návrh nového jména Severozápadních teritorií. Soutěž byla zrušena, protože se stále objevovalo po iniciativě studentů zesměšňující jméno Bob.

## Geografie

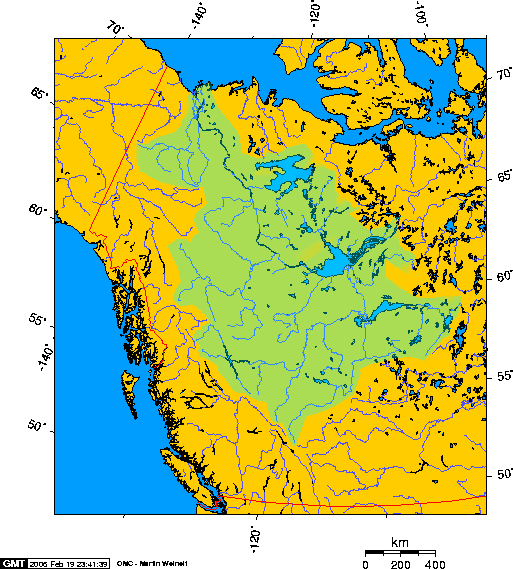
Povodí řeky Mackenzie

Ze severu teritorium ohraničuje Severní ledový oceán, na severovýchodě a východě Nunavut, na jihovýchodě Saskatchewan, na jihu Alberta a na jihozápadě Britská Kolumbie a na západě Yukon. Po velkých jezerech se zde nachází největší jezera Kanady, Velké Medvědí jezero o rozloze 31 153 km2 a Velké Otročí jezero o rozloze 27 048 km2. Třetím největším jezerem teritoria je s velkým odstupem mnohem menší jezero Lac la Marte o rozloze 1776 km2.
Největší povodí v teritoriu má řeka Mackenzie na západě, která vzniká na odtoku z Velkého Medvědího jezera. Jeho přítokem jsou řeky Liard, která má přítoky Nahanni River a Peel River, které ovšem mají tok jen na malé části teritoria, jakož i Keele River. Na východě teritoria se nachází početná jezera, například skupina čtyř jezer Kasba Lake (1341 km2), Lake MacKay (1061 km2), Lake Aylmer (847 km2) a Clinton-Colden Lake (737 km2) tvoří největší jezera. Na východě navazují jezera Hottah (918 km2), Selwyn (717 km2) a Wholdaia Lake (678 km2).
Na severu patří teritoriu část ostrovů Kanadského arktického souostroví, Banksův ostrov, poloostrov Parry, ostrov Prince Patrika, část Viktoriina ostrova a Melvillův ostrov. Největší jezera na ostrovech jsou Aubry s Colville Lake.
Nejvyšším horou teritoria o bezejmenný vrchol o nadmořské výšce 2773 metrů, který se neoficiálně jmenuje Mount Nirvana a leží v pohoří Mackenzie, které je zároveň nejvyšším pohořím teritoria. Tvoří zároveň hranici s Yukonem. Druhou nejvyšší horou teritoria je 26 km severněji položený Mount Sir James MacBrien o nadmořské výšce 2762 metrů.

### Geologie

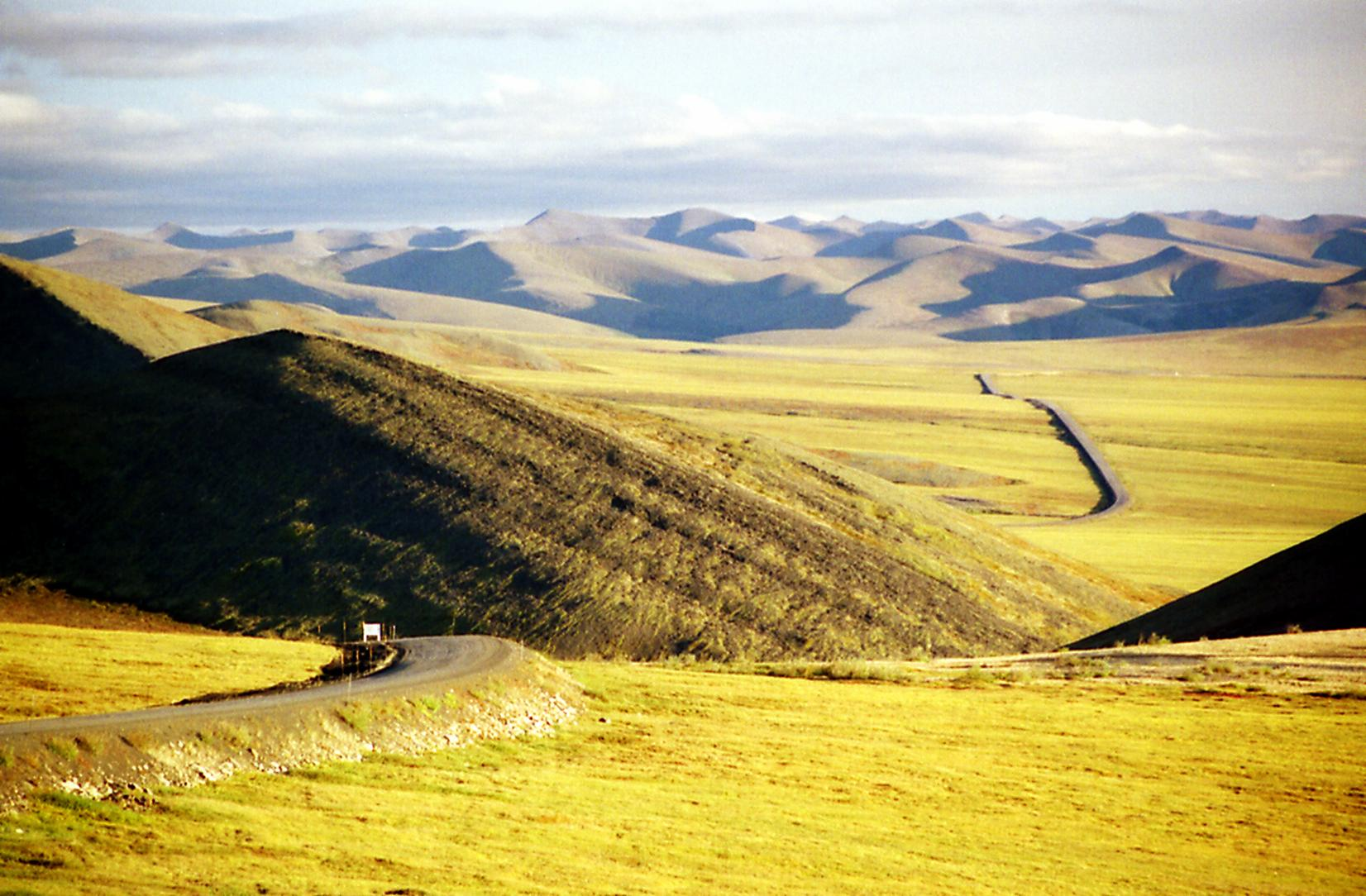
Richardson Mountains, pohled ze sedla Wright na Dempster Highway

Köppenova klasifikace podnebí v Severozápadních teritorií

Před 1,3 miliardami let se tekoucí láva se uložila v prostoru okolo řeky Coppermine na ploše 170 000 km2. Během pěti miliónů let se tehdy uložila až 3,5 kilometrů vysoká vrstva čediče. Jeden z nejaktivnějších hotspotů byl Mackenzie Hotspots, další hotspoty se vytvořily v Nunavutu a na Ellesmerově ostrově.
Na západě hotspoty vytvořily Mackenzie Mountains a severní část Skalistých hor. Podél západní hranice tvoří teritorium horská pásma Tawu Range nebo Backbone Range části pohoří Mackenzie Mountains. Na jejich východní straně se nachází na lesy bohatá údolí, stejně na jihu území, kde se nachází hlavní město teritoria Yellowknife při ústí řeky Yellowknife do Velkého Otročího jezera.
V křídě byla níže položená území východně od pohoří Mackenzie, která dnes patří k povodí řeky Mackenzie, zatopena mořským zálivem. Východně od řeky Mackenzie se nachází náhorní plošiny, například Horn Plateau (838 m n. m.) nebo horská pásma pohoří Franklin Mountains (Cap Mountain, 1577 m n. m.), horská krajina, která je dále východně prostoupená četnými jezery. Východně od obou velkých jezer se nachází krajina bez komunikací, prostoupená jezery, která se táhnou až k hranicím Nunavutu.
Na nejzazším severu se nachází na pobřeží od ústí řeky Mackenzie po Amundsenův záliv arktický region, ve kterém se nachází velice málo vegetace a ve kterém má jediné osídlení Paulatuk. Z Arktického souostroví patří k Severozápadním teritoriím část ostrovů, například část Viktoriina ostrova, za jehož západním pobřeží leží sídlo Ulukhaktok, Banksův ostrov, který dosahuje nadmořské výšky až 750 metrů, a ostrov prince Patrika. Arktická krajina souostroví je geologicky velice mladá. Oblast byla před 20 tisíci lety kompletně zaledněná a teprve před 8 tisíci lety začal směrem od jihu ledovec ustupovat.
Na jihovýchodě od Fort Smith leží nejvýznamnější sádrovcový kras Severní Ameriky s nesčetnými jeskyněmi, závrty, propadlinami (nejznámější je Pine Lake) a podzemními řekami. Ve Wood Buffalo National Park se nachází oblasti, kde je zemský povrch pokryt krustou soli, pozůstatkem mořského ramene, jež tvořilo velkou část dnešního Severozápadního teritoria.

### Klima
Na jihu teritoria je klima subpolární, na severu arktické. V takzvané kryosféře převažuje dlouhotrvající mráz až k permafrostu. Na jihu jsou léta mírnější, na severu jsou kratší a chladnější. V zimě nejsou teploty pod -40 °C vzácností. Teploty v Yellowknife byly mezi 31. prosincem a 1993 až 13. lednem 1994 trvale pod -37 °C. Přes velice studenou zimu v letech 2007/08, kdy v Yellowknife bylo devět dní pod -40 °C, byly zimy v uplynulých 25 charakterizovány neobvykle vysokými teplotami. Nejnižší teplota -57,2 °C byla naměřena v Fort Smith dne 26. prosince 1917. Srážky jsou v oblasti nízké, nicméně v Yellowknife došlo dne 20. července 2008 ke krupobití, při teplotě nad 30 °C.
V subarktickém pásmu je průměrná teplota -23 °C v lednu a 21 °C v červenci, a arktickém pásmu jsou hodnoty -33 °C a 10 °C. V červnu je 20 až 24 hodin dlouhý polární den a v prosinci je skoro po celý den tma.

### Flóra a fauna

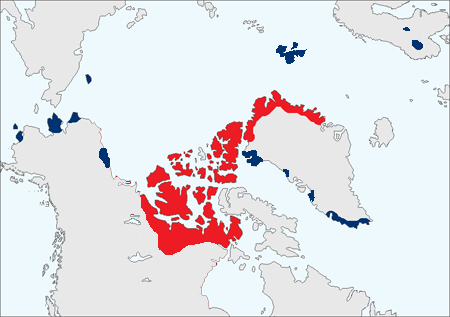
Rozšíření pižmoně severního, červeně původní rozšíření z 19. století, modře úspěšně introdukované do 21. století

Západ a jih teritoria je pokryt lesy, které jsou směrem k severu stále řidší, sever a východ teritoria již leží za hranicí rozšíření lesa. V lesích je nejčastěji zastoupený smrk černý, za hranicí rozšíření lesa je nejčastější přízemní lomikámen vstřícnolistý, nejseverněji rostoucí vyšší rostlina.
V teritoriu se vyskytuje sedm velkých stád jelenů karibu, která mají přes půl miliónů jedinců, z nichž největší je na východě žijící stádo Qamannirjauq. Bez jelenů karibu by nebylo možné původní osídlení teritoria Indiány a Eskymáky. Údolí řeky Thomsen River na Banksově ostrově je jedno z nejdůležitějších útočišť pižmoně severního, který je od roku 1917 v Kanadě chráněný. Místní Inuité ale smí ročně ulovit malý počet pižmoňů. Jejich počet se odhaduje na 50 tisíc, mimoto žije na území teritoria 26 tisíc losů, minimálně 10 tisíc rosomáků a 15 tisíc vlků.

### Města a místa
Zdaleka největší hustota zalidnění v Severozápadním teritoriu je u Velkého Otročího jezera na horním toku řeky Mackenzie. Nachází se zde Yellowknife, hlavní město teritoria, s 18 700 obyvateli největší sídlo teritoria, jakož i druhé největší město teritoria, Hay River s 3648 obyvateli. O něco jižněji leží Fort Smith, který leží na hranicích s Albertou. Také v oblasti Velkého Otročího jezera leží sídlo Behchoko s 1894 obyvateli, dřívější Rae-Edzo s 1770 Indiány, největší sídlo lidu Métis, jakož i Fort Simpson a Fort Providence na řece Mackenzie. Mimo oblast Velkého Otročího jezera je další osídlení při ústí řeky Mackenzie do Beaufortova moře, kde se nachází město Inuvik, jakož i Fort McPherson a Tssigehtchic, dřívější Artic Red River se 175 obyvateli.
Dvacet největších sídel dle sčítání lidu v roce 2006 bylo:

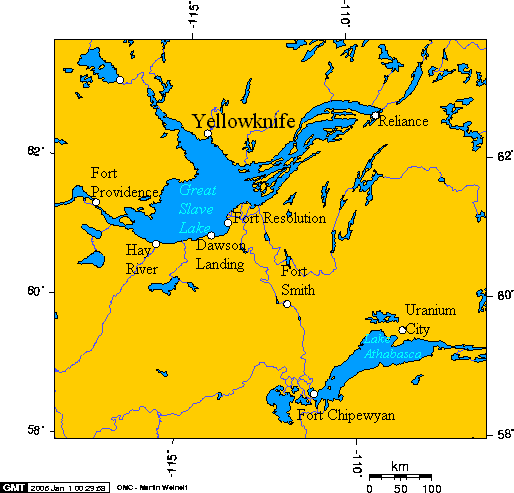
Okolí Velkého otročího jezera

| Sídlo           | Počet obyvatel |
| --------------- | -------------- |
| Yellowknife     | 18 700         |
| Hay River       | 3 648          |
| Inuvik          | 3 484          |
| Fort Smith      | 2 364          |
| Behchoko        | 1 894          |
| Fort Simpson    | 1 216          |
| Tuktoyaktuk     | 870            |
| Fort McPherson  | 776            |
| Norman Wells    | 761            |
| Fort Providence | 727            |

| Sídlo            | Počet obyvatel |
| ---------------- | -------------- |
| Aklavik          | 594            |
| Fort Liard       | 583            |
| Fort Good Hope   | 557            |
| Tulita           | 505            |
| Fort Resolution  | 484            |
| Whati            | 460            |
| Holman           | 398            |
| Lutselk'e        | 318            |
| Hay River Dene 1 | 309            |
| Paulatuk         | 294            |

## Obyvatelstvo
Viditelné menšiny a domorodá identita (2016):
První údaje o počtu obyvatel jsou nespolehlivé, a vztahují se na mnohem větší oblast teritoria v 19. století. První spolehlivé údaje jsou ze sčítání lidu v roce 1911, po oddělení Yukonu, Alberty a Saskatchewanu. Sčítání lidu dodalo první přesné a srovnatelné údaje. Totéž platí pro sčítání lidu v roce 1991 před oddělením Nunavutu.
Původní obyvatelé, tzn. První národy, Inuité a lid Métis tvoří většinu obyvatelstva, pětina obyvatel se označuje za Kanaďany, polovina obyvatel má evropské předky, především anglické, skotské a irské, ale také německé a francouzské. Francouzsky mluvící obyvatelé jsou nazýváni Franco-Ténois, je jich zhruba tisíc.
Indiánské skupiny tvoří čtyři První národy Gwich'in v oblasti delty řeky Mackenzie. Teetl'it Zheh nebo Fort McPherson žijí u řeky Peel River a jsou největší skupinou Gwich'in v Severozápadních teritoriích. Jejich jméno znamená „Lid z horního toku“. Druhou skupinou jsou Tsiigehtchic („Lid rovin“), kteří žijí ve stejnojmenné vesnici. Edhiitat Gwich'in („Lid delty“) žijí v Aklavik u Peel Channel v deltě řeky Mackenzie, jakož i Nihtat Gwich'in („smíšené národy“), kteří žijí v Inuvik u East Channel.
Druhou skupinu tvoří mluvčí jazyků Chipewyan, především z Fort Resolution Deninu Kue First Nation a Smiths Landing.
Dle sčítání lidů v roce 2006 žilo v teritoriu především těchto deset národností, dvojí udání národnosti je možné.
- První národy – 36,0 %
- „Kanaďané“ – 19,6 %
- Angličané – 16,6 %
- Skotové – 14,0 %
- Irové – 12,0 %
- Inuité – 11,2 %
- Francouzi – 10,4 %
- Němci – 8,1 %
- Métisové – 8,0 %
- Ukrajinci – 3,4 %

V teritoriu žije 26 Prvních národů, ke kterým se únoru 2009 hlásilo 17 tisíc lidí. Největší skupinu se 2700 členy tvoří Tli Cho mezi Velkým Medvědím jezerem a Velkým Otročím jezerem, kteří byli dříve zváni Dog Rib. Dalšími uznanými Prvními národy jsou dle údajů Department of Indian Affairs and Northern Development:
| První národ                   | Počet příslušníků |
| ----------------------------- | ----------------- |
| Acho Dene Koe                 | 639               |
| Aklavik                       | 404               |
| Behdzi Ahda" First Nation     | 175               |
| Dechi Laot'i First Nations    | 164               |
| Deh Gah Gotie Dene Counci     | 1 058             |
| Deline First Nation           | 943               |
| Deninu K'ue First Nation      | 822               |
| Dog Rib Rae                   | 2 734             |
| Fort Good Hope                | 843               |
| Gameti First Nation           | 321               |
| Gwichya Gwich'in              | 419               |
| Inuvik Native                 | 534               |
| Jean Marie River First Nation | 133               |

| První národy                   | Počet příslušníků |
| ------------------------------ | ----------------- |
| K'atlodeeche First Nation      | 525               |
| Ka'a'gee Tu First Nation       | 64                |
| Liidlii Kue First Nation       | 1 206             |
| Lutsel K'e Dene First Nation   | 697               |
| Nahanni Butte                  | 137               |
| Pehdzeh Ki First Nation        | 325               |
| Salt River First Nation        | 844               |
| Sambaa K'e (Trout Lake) Dene   | 117               |
| Tetlit Gwich'in                | 1 336             |
| Tulita Dene                    | 613               |
| West Point First Nation        | 70                |
| Wha Ti First Nation            | 603               |
| Yellowknives Dene First Nation | 1 321             |

### Náboženství
Ke římskokatolické církvi se hlásilo v roce 45,7 % obyvatel. Druhou nejsilnější církví s podílem 14,9 % byla Anglikánská církev Kanady, následována Sjednocenou církví Kanady s podílem 6 %. Baptisté a luteráni měli podíl 1,8 %, případně 1,1 %. Ostatní protestantské církve měly podíl 5 %, řecká ortodoxní církev měla 65 členů, dále existují další křesťanské skupiny s nízkou členskou základnou. V teritoriu žilo 180 muslimů, 30 Židů, 155 buddhistů, 70 hinduistů a 45 sikhů. 17, 4 % neuvedlo ve sčítání lidi žádné náboženství.

### Jazyky

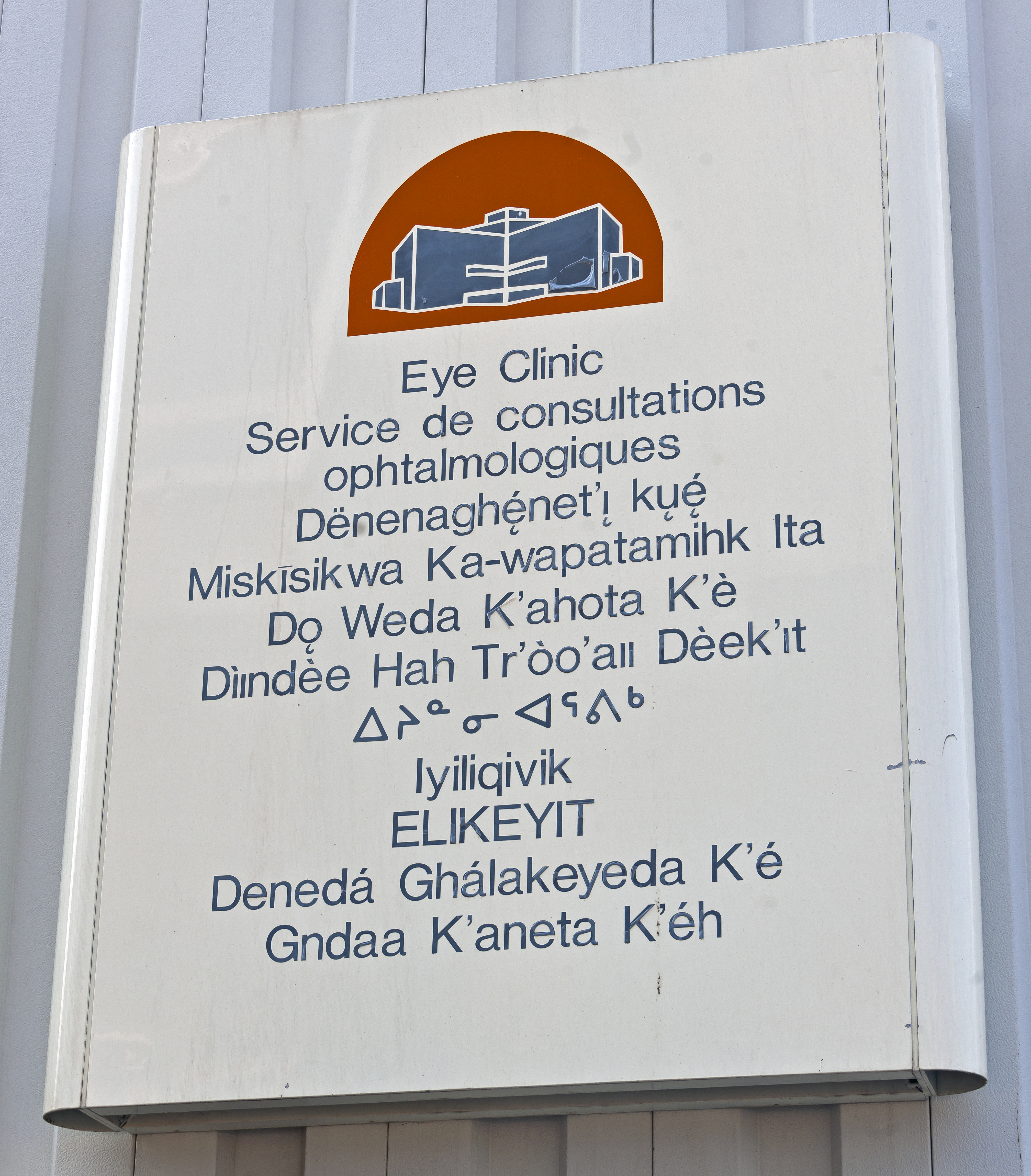
Nápis oční klinika v Yellowknife ve všech jedenácti jazycích

V Severozápadním teritoriu je jedenáct úředních jazyků, více než v ostatních provinciích a teritoriích Kanady, přičemž k oběma evropským jazyků přibyly jazyky Indiánů a Inuitů. 6 indiánských, 3 eskymácko-aleutské a 2 indoevropské. Patří k athabaské jazykové rodině. Úředními jazyky jsou Chipewyan, Cree, angličtina, francouzština, pak jazyk Inuitů Gwich'in, Inuinnaqtun, Inuktitut, Inuvialuktun, North Slavey, South Slavey a Dogrib.
Obyvatelé teritoria mají právo se v těchto jazycích obracet na soudy a úřady. Zákony jsou závazné jen v anglickém a francouzském znění. Zákony a jiné dokumenty jsou překládány, pouze na výslovné přání.
- Angličtina
- Francouzština
- Kríjština
- Inuktitutština
- Čipewjan
- Gwich’in
- Inuinnaqtun
- Inuvialuktun
- Severní slavey
- Jižní slavey
- Dogrib

## Politika

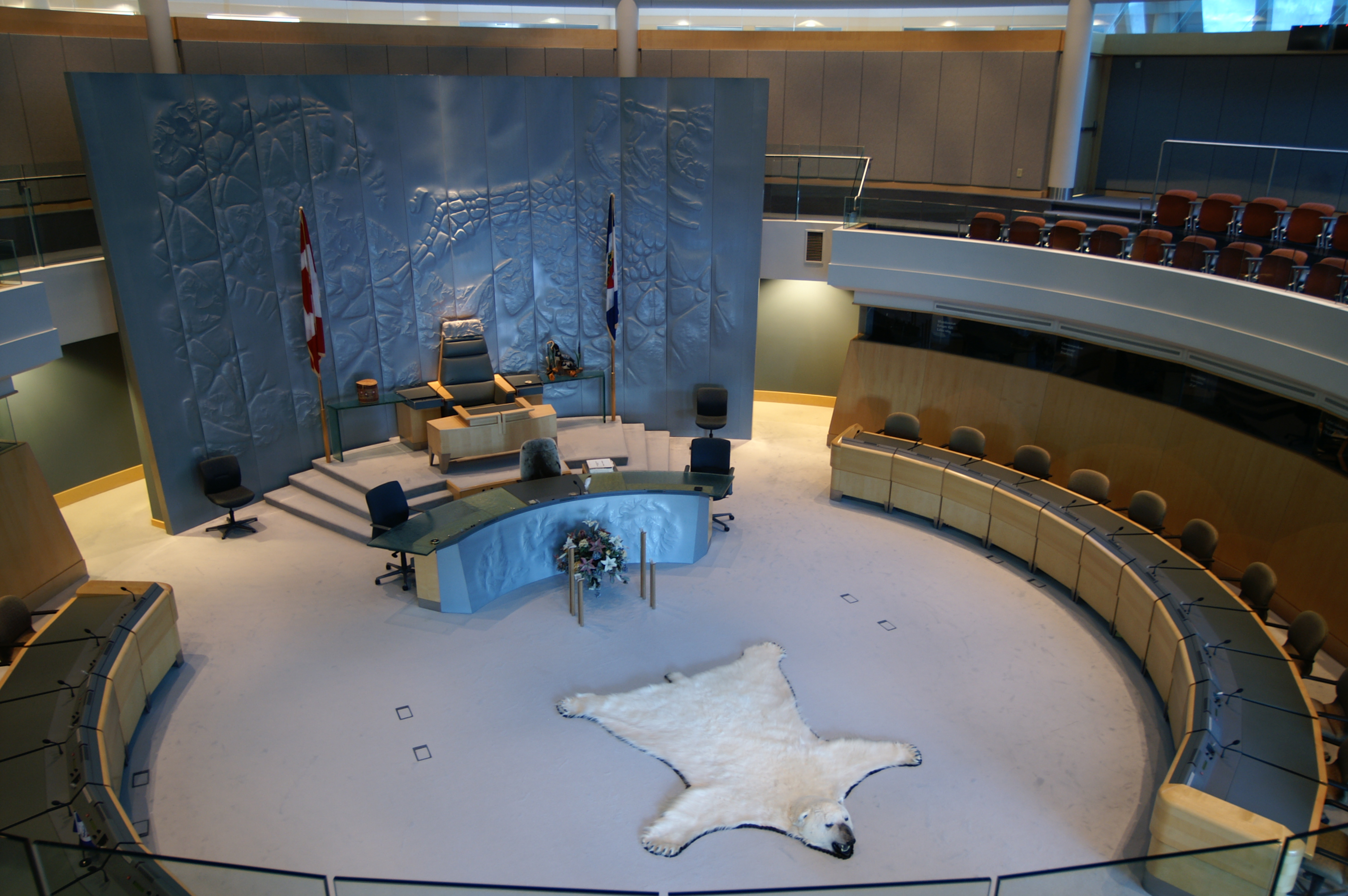
Komora legislativní budovy severozápadních teritorií

Severozápadní teritoria jsou oficiálně řízena komisařem (Commissioner), který je dosazen kanadskou spolkovou vládou (před rokem 1905 viceguvenérem). Od roku 1881 existuje vlastní legislativní shromáždění (legislative assembly), jehož členové byli do něj zprvu dosazováni, od roku 1951 jsou i voleni. Teprve od roku 1975 jsou všichni členové voleni. Předsedající je mluvčím. Shromáždění určuje premiéra a vládu; politické strany neexistují. Většina ve shromáždění patří původním obyvatelům.
Od roku 1967, kdy je hlavním městem Yellowknife, bylo stále více pravomocí předáváno od komisaře volené vládě, dnes má úřad komisaře symbolický význam. Spory se vyskytují kvůli podílu příjmům z nerostného bohatství mezi spolkovou vládou a vládou teritoria.
Přiměřeně osídlení je správa rozdělena do dvou regionů, regionu Fort Smith a regionu Inuvik. 47 začleněných sídel (municipalties) a 35 samot (hamlets), přibližně 100 sídel, jsou více méně silně ovlivněny místními tradicemi a politickými strukturami, které mají etnické kořeny. Indiánské rezervace (Indian Reserves) existují u Hay River poblíž Fort Smith. Od roku 1984 jsou smlouvy podepisovány s Inuvialut západní Arktidy, od roku 1993 s Federací Tungavik, čímž po lidovém hlasování v roce 1982 roku 1999 byl oddělen Nunavut, roku 1994 s Sahtu Denea s lidem Métis v údolí řeky Mackenzie.

## Životní prostředí

Mapa rozšíření jednotlivých druhů jelena karibu v Kanadě

V okolí Velkého Otročího jezera se nachází několik chráněných oblastí, jako např. Mackezie Bison Sanctuary na západním břehu jezera, dále Slave River Reserve při ústí stejnojmenné řeky do jezera, na které navazuje na jihozápadě Wood Buffalo National Park, největší národní park Kanady. Na hranicích s Yukonem na severu se nachází chráněné území Peel River Reserve, dál na jihu Nahanni National Park, který patří ke světovému dědictví UNESCO. Na hranicích s Yukonem se dále nachází malý Norah Willis Michener Reserve.
Na břehu Beaufortova moře se nachází Aulavik National Park na Banksově ostrově, ve kterém se nachází početná stáda pižmoně severního. Na pevnině poblíž hranic s Nunavutem se nachází Tuktut Nogait National Park o rozloze 16 340 km2, na hranicích s Yukonem Reindeer Grazing Reserve. Leží severně a západně od města Inuviku a zabírá kromě Richards Island území okolo Kumgalit Bay a Liverpool Bay až ke Amundsen River. Zde jsou pod ochranou stáda jelenů karibu, především Bluenose West a East, jakož i Cape Bathurst, poslední bylo pozorováno teprve v roce 2000. Počty jelenů karibu mají klesající tendenci. Stádo Cape Bathurst mělo v roce 17 500 zvířat, v roce 2006 již jen 1600, Bleunost West se snížilo ze 104 tisíc v roce 2000 na 66 200 v roce 2006.
Stáda jelenů karibu jsou od devadesátých let dvacátého století stále menší, také v Severozápadních teritoriích, které mají sedm obrovských stád soba polárního grónského. V osmdesátých letech dvacátého století měla stáda milion zvířat, v polovině devadesátých let dvacátého století 1,3 milionu. Značně se snížil počet jedinců v menších stádech, jako Cape Bathurts a Bluenose West, ale také ve čtyřech větších stádech, jako např. Popcupine a především Bathurst se počet jedinců snížil. Naproti tomu Beverly a Qamanirjuaq na východě, které v roce 1994 mělo kolem 500 tisíc jedinců daleko od lidských sídel, se v polovině devadesátých let zvětšovaly, novější údaje však chybí.
V prvních letech dobývání zlata u Velkého Medvědího jezera od roku 1935 byla k oddělování zlata od rudy používána metoda, při které se uvolňovalo velké množství arsenu ve formě prachu. V letech 1951 až 1956 kleslo množství arzeniku z 7,4 tun a 2,6 tun denně, do roku 1959 na 52 kg. Celkem za dobu své padesátileté existence vyprodukovala Giant Mine (do roku 1999) 237 tisíc tun této jedovaté látky, která jsou skladována v podzemí a je vyplavována podzemní vodou, což vyžaduje její další úpravy. Dále jsou narušovány tahy zvířat stavbami silnic a přibývající nákladní dopravou. Výzkum těchto ekologických zátěží probíhá také v německých Brémách ve spolupráci s kanadskými úřady.

## Ekonomika

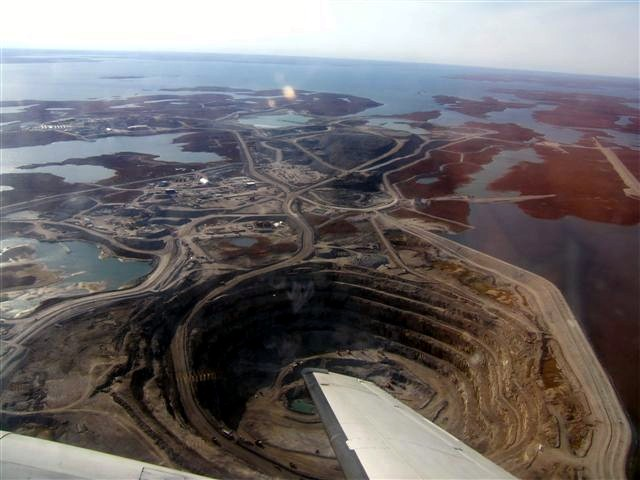
Letecký pohled na diamantový důl Diavik Mine

Hospodářství Severního teritoria stojí na využívání přírodních zdrojů. Stavění pastí má v současné době již malý hospodářský význam (0,9 miliónu kanadských dolarů v roce 1999), existuje stále 5 tisíc loveckých licencí. Lov velryb již neexistuje, jediný významnější rybolov je v Velkém Otročím jezeře. Loví se skoro výlučně jen různé druhy kaprovitých ryb. Komerční lov ryb není na Velkém Otročím jezeře povolen. Těžba dřeva se provozuje jen v údolí řeky Mackenzie.
V dolech na území teritoria se těží od třicátých let 20. století zlato, uran, olovo, zinek, stříbro, měď, wolfram a diamanty. V roce 2000 se vytěžily diamanty za 636 miliónů dolarů, zlato za 56 miliónů dolarů a stříbro 0,25 miliónů dolarů. V roce 1999 byl uzavřen největší zlatý důl na území teritoria, od roku 1935 v provozu Giant Mine, její majitel, Royal Oak Company, zbankrotovala. V deltě řeky Mackezie se nachází velké zásoby ropy a zemního plynu. Ropa se dopravuje ropovodem do Alberty, zemní plyn se dopravuje z Bern Hornu a ostrově Cameron loděmi do Montrealu. Až do roku 1986 pocházela celá kanadské produkce wolframu z teritoria. Celkem pracují v dolech 2 tisíce zaměstnanců, což je 15 % pracovních příležitostí. K dolům, kde se těží diamanty, patří na území teritoria Ekati Diamond Mine, Diavik Diamond Mine a Snap Lake Diamond Mine. Doly severně od Yellowknife jsou odříznuty od světa a jsou přístupné jen dva měsíce v roce cestami přes zamrzlá jezera, a takzvanou Tibbitt to Contwoyto Winter Road jsou navázána na dopravní síť severoamerického kontinentu.
Jediným výrobcem elektřiny na území teritoria je Northwest Territories Power Corporation, která zásobuje elektřinou 49 sídel, a Northland Utilities Enterprises Ltd., která zásobuje pět sídel. V roce 1994 vyrobila 84 % elektřiny první společnost. Tři čtvrtiny elektřiny pocházely z tepelných elektráren, čtvrtina z vodních elektráren, tedy elektrárny v Yellowknife, v Snare a v Taltsonu.
Na jihu teritoria se v malém provozuje zemědělství, většina potravin se ale dováží, přičemž jejich nízké ceny neumožňují místní zemědělství. Polovina obyvatel pracuje ve službách, pětinu zaměstnává místní správa. Díky přírodním zdrojům a nízké hustotě zalidnění mají teritoria nejvyšší hrubý domácí produkt na obyvatele ze všech provincií a teritorií Kanady.
Stále větší význam má turistika, i když region není lehce přístupný. Hlavním magnetem jsou národní parky. Auyuittug je přístupný z Pangnirtungu; Wood Buffalo ze Fort Smith, Nahanni z Sachs Harbour. Ellesmerův ostrov z Pangnirtungu a Tungut Nogait z Paulatuku.
Obchod s uměleckými předměty přispívá významně do rodinných rozpočtů původních obyvatel, tisky a sochy původních obyvatel. 50 družstev původních obyvatel zaměstnává 5 tisíc lidí a je zdrojem jejich příjmů. Družstva provozují i hotely, restaurace a obchody.

### Doprava
Na řece Mackenzie existuje říční doprava ve které hrají přístavy Hay River a Tuktoyaktuk důležitou roli. Lodní plavba podél pobřeží je možná je několik týdnů v létě, v provozu jsou i ledoborce. Přístavy na řece Mackenzie jsou spojené štěrkovými silnicemi s několika málo asfaltovými cestami teritoria. Mackenzie a Yellowknife Highway spojuje skoro 2200 km dlouhou síť silnic teritoria přes Hay River a Yellowknife s Albertou. Jediná cesta k Wood Buffalo National Park spojuje současně Hay River s Fort Resolution a s Fort Smith. Cesta údolím řeky Mackenzie končí v Wrigleyseverně od Fort Simpson. V roce 1984 otevřená Liard Highway spojuje toto místo přes Fort Liard s Aljašskou dálnicí. Dempster Highway spojuje místa v deltě řeky Mackenzie s Dawsonem v Yukonu. Důležitou roli hrají jen v zimě sjízdné silnice a zamrzlá jezera, která často jsou jediným spojením se zbytkem Kanady.
Letecké spojení je z Edmontonu s letišti v deltě řeky Mackenzie a do Resolute, z Montrealu do Resolute, z Winnipegu do Yellowknife, Rankin Intet a Iqaluitu, devět z deseti letů končí v Yellowknife. Všechna sídla nad 100 obyvatel mají letiště.

## Společnost a kultura

### Vzdělání a věda

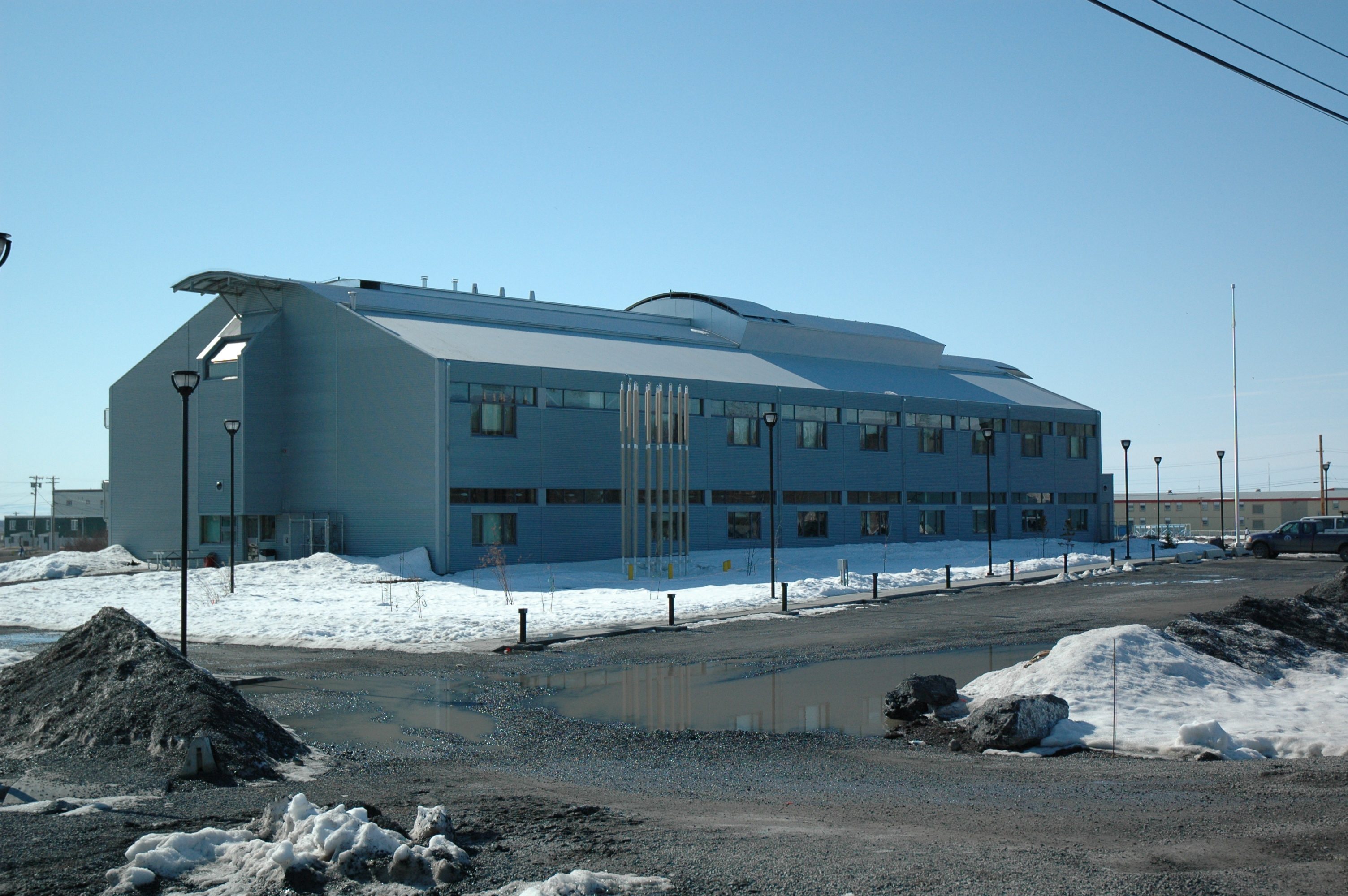
Aurora College v Inuviku

Státem organizované vzdělání a výchova nejprve ležela na misionářích a církvích. Nejprve vzniklo 13 takzvaných Residental Schools, ve kterých se z původních obyvatel měli stát křesťané a původní obyvatelé přiměřeně takzvanému Gradual Civilization Act stát „civilizovanými“ lidmi. K tomuto účelu byly nomádské a polonomádské skupiny původních obyvatel usídlené. Školy byly provozovány až do roku 1970.
V roce 2000 bylo v teritoriu 77 škol s 1253 učiteli na plný úvazek s 9800 žáky. V roce 1962 byl počet žáků teprve 6 tisíc. K tomu je kurikulum původních obyvatel, DeneKede a Inuuqatigiit, rozhodující pro zprostředkování kultur a jazyků.
V roce 1984 vzniklo Arctic College s kampusem v Fort Smith a v Igaluitu. V letech 1987 až 1990 byly místní vzdělávací instituce přizpůsobeny kanadskému systému vysokých škol. V roce 1995 byl Arctic College rozdělen a vznikl Aurora College v západní Arktidě a Nunavut Arctic College ve východní Arktidě.

### Muzea, archívy, knihovny

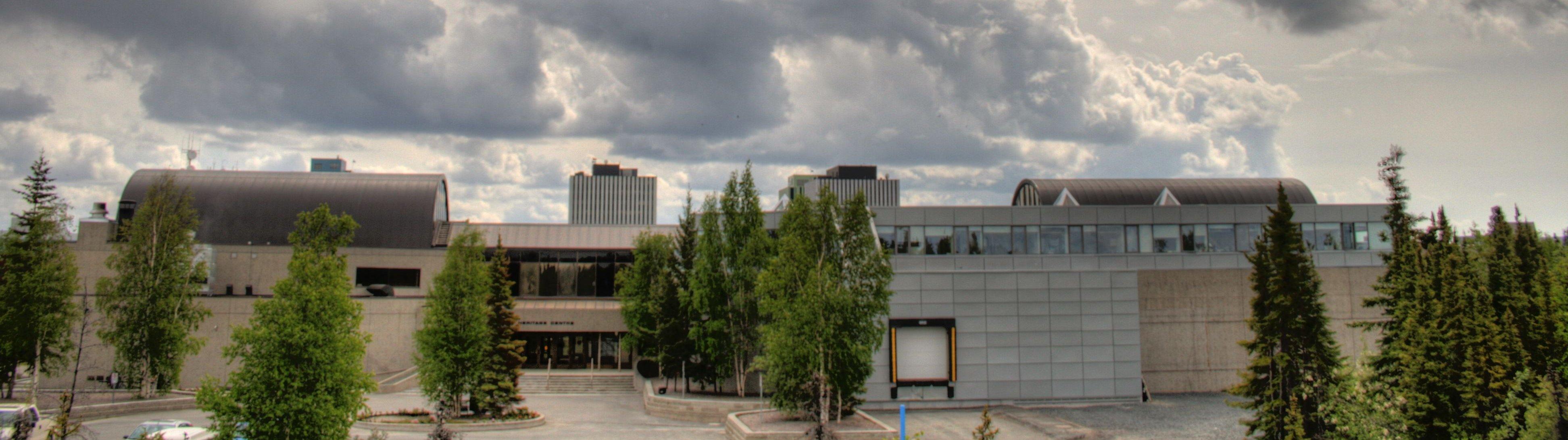
Prince of Wales Northern Heritage Center v Yellowknife

Prince of Wales Northern Herigate Center je nejdůležitější muzeum a také archív teritoria, má také vlastní knihovnu. Reprezentuje jako pobočka Department of Education, Culture and Employment kultury teritoria, sbírá a udržuje artefakty indiánských a inuitských kultur, vystavuje je v muzeu a na internetu. Plány na stavbu instituce nabyly kontkrétní tvar v roce 1971, v roce 1972 byly schválené vládou. V roce 1979 za přítomnosti následníka trůnu a dárce jména instituce slavnostně zahájen provoz. Sbírky obsahují 350 tisíc fotografií, několik tisíc hodin zvukových a filmových nahrávek, a 9 tisíc knih. Dále muzeum vlastní deníky a dopisy, mapy, spisy vlády, vědecké publikace a dokumentace archeologických vykopávek.
Největší knihovna teritoria se 70 tisíci svazky se nachází v hlavním městě. Yellowknife Public Library je součástí NWT Public Library Services. K ní patří regionální knihovny ve většině sídel teritoria, jako např. Aklavik Community Library, dále Fort McPherson Community Library, Zhahti Koe Community Library v Fort Providence, Hay River Centennial Library a Hay River Dene Reserve Community Library, obě s nachází v Hay River . K nim je nutné přičíst Mary Kaeser Library v Fort Smith, která odebírá časopisy s regionální tematikou, např. Inuit Art Quarterly nebo Artic Bulletin.

### Media
Mimo celostátní deníky vychází v Severozápadních teritoriích několik týdeníků s regionálními tématy. Na jihu teritoria vychází Deh Choh Drum, a ostatní, vychází též na internetu. Fort Chipewyan v Albertě a v Fort Smith je distribuován Slave River Journal. K týdeníkům je nutné The Hub, Inuvik Drum, Tusaayaksat (Inuit,dvakrát měsíčně), dále francouzský list L'Aquilon, News North, který vychází v Yellowknife dvakrát týdně.
V teritoriu vysílají čtyři lokální rozhlasové stanice, kromě celostátní nabídky Canadian Broadcasting Corporation (CBC). V padesátých letech byla založena první lokální soukromá rozhlasová stanice, která vysílala z Yellowknife a teprve v roce 1958 byla uznána CBC (CFYK-AM (Radio One)). Jako ostatní stanice, rozšířila v roce 1995 CBC vysílání na 24 hodin denně. S CJCD-FM následovala v hlavním městě druhá rozhlasová stanice v roce 1979, kterou řídil Charles A. Dent. V roce prodala rodina Dentů rozhlasovou stanici Vista Broadcast Group Inc. Třetí rozhlasová stanice, CKLB-FM vznikla v roce 1985. Zaměřuje se multikulturní vysílání.
Druhá rozhlasová stanice zahájila v teritoriu provoz dne 22. listopadu 1960 v Inuviku. Další vysílače byly uvedeny do provozu v Fort Norman v roce 1969, Fort Good Hope roku 1973, Fort McPherson roku 1974, v Cambridge Bay roku 1975 a naposledy v roce 2005 vysílač v Tuktoyaktuku. V roce 1990 vysílala stanice v Inuviku více než 40 hodin denně vlastní program, z toho 15 hodin bylo v jazyce Gwich'in a Inuvialuktun. V roce 1986 vznikla rozhlasová stanice v Aklaviku.
Stejně jako u rozhlasového vysílání, i televizní stanice jsou pouze v Inuviku a Yellowknife. V Yellowknife vznik roku 1967 CFYK-TV, v Inuviku v roce 1968 až 69 CHAK-TV. Stanice v Yellowknife byla první televizní stanice na severu Kanady a vznikla v rámci Frontier Coverage Package Program CBC.